# Karl-Heinz Körbel

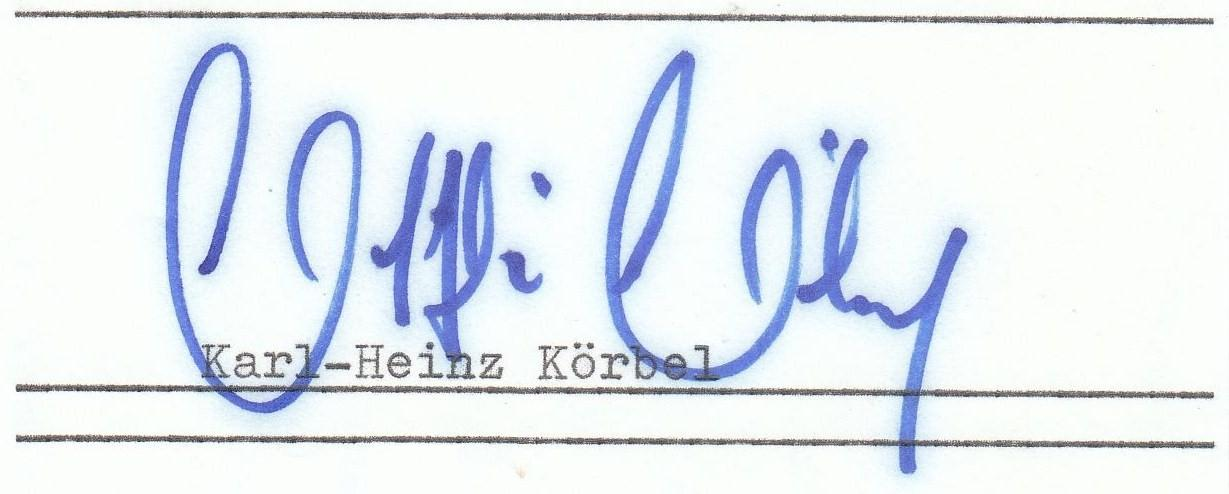
Autogramm von Karl-Heinz Körbel aus der Saison 1978/79

Karl-Heinz „Charly“ Körbel (* 1. Dezember 1954 in Dossenheim bei Heidelberg, Baden-Württemberg) ist ein ehemaliger deutscher Fußballspieler und Fußballtrainer. Körbel, der während seiner Profikarriere ausschließlich für Eintracht Frankfurt antrat, hält mit 602 Spielen den Rekord für die meisten Einsätze in der Fußball-Bundesliga. Er ist Vorstand des Jugendfußballclubs Frankfurt am Main.

## Spielerlaufbahn

### Anfänge
Körbel begann früh mit dem Fußballspielen, wobei er zunächst die Position des Torwarts bevorzugte. In seiner Jugend spielte er zehn Jahre lang für den FC Dossenheim. Anfang der 1970er waren neben dem Hamburger SV, wo er ein Probetraining mit Uwe Seeler absolvierte, auch der VfB Stuttgart und die Kickers Offenbach an seiner Verpflichtung interessiert.

### Bundesliga, DFB- und Europapokal
Als 17-Jähriger wechselte der Vorstopper im Jahr 1972 zum Bundesligisten Eintracht Frankfurt, dem er bis zum Ende seiner Karriere im Alter von 36 Jahren 1991 die Treue hielt. Unter anderem Frankfurts Geschäftsführer Jürgen Gerhardt hatte um die Dienste Körbels geworben. Dieser wurde bei einem Heimspiel gegen Borussia Mönchengladbach gemeinsam mit seinen Eltern in den VIP-Raum eingeladen und erhielt anschließend auf eigenen Wunsch hin einen Amateurvertrag. Dieser ermöglichte es Körbel in Zeiten, in denen lediglich eine Auswechslung während der ersten Halbzeit möglich war, parallel auch noch für die Amateure der Eintracht zu spielen. Da der Spieler zu diesem Zeitpunkt bereits 40 Juniorennationalspiele absolviert hatte, zahlte Eintracht Frankfurt 49.000 DM Ablöse an den FC Dossenheim, der mithilfe dieses Geldes eine ganze Mannschaft mit Spielern vom VfR und von Waldhof Mannheim zusammengestellt haben soll.
Das erste Mal lief der noch minderjährige Spieler Mitte Oktober 1972 für die erste Herrenmannschaft der Eintracht auf, als er positionsgetreu Friedel Lutz vertreten musste, dem im Abschlusstraining die Achillessehne gerissen war. Am 7. Spieltag traf Frankfurt auf den amtierenden deutschen Meister Bayern München, für den unter anderem Sepp Maier, Paul Breitner, Franz Beckenbauer, Katsche Schwarzenbeck und Gerd Müller auf dem Feld standen. Als Teil eines Viererverbundes mit Thomas Rohrbach, Uwe Kliemann und Jürgen Kalb spielte der Debütant als Innenverteidiger. Trainer Erich Ribbeck setzte Körbel hauptsächlich auf den neun Jahre älteren Gerd Müller an, der in der Vorsaison mit 40 Toren einen neuen Ligarekord aufgestellt hatte. Im Verlauf der Partie trafen Roland Weidle und Bernd Hölzenbein für die „Adler“, wohingegen Müller, der es bereits in diesem Spiel sehr schwer mit dem Jungen hatte, in der Schlussphase nur noch der Anschlusstreffer gelang. Mit den folgenden Worten beschrieb Körbel seine Beziehung zum Stürmer Müller: „Ich war begeisterter Fan von Gerd Müller, habe bei seinen Länderspielen immer sehr genau hingeschaut. Vielleicht war das wirklich ein Vorteil. Gerd versuchte permanent, Körperkontakt zum Verteidiger aufzunehmen. Mit dem Rücken zum Tor, um sich dann um den Gegenspieler drehen zu können, wenn die Pässe von Beckenbauer kamen. Das war Gerds riesige Stärke, zudem war er nicht langsam. Darauf habe ich mich aber eingestellt, und daran ist er über all die Jahre teilweise verzweifelt. Ich habe ihm gar keine Chance zum Körperkontakt gegeben, ihn damit aus dem Konzept gebracht. Ich habe die Bälle abgelaufen. Gerd fluchte vor sich hin, das hat mir immer Spaß gemacht. In Hartmut Scherzers Buch Der treue Charly hat Gerd meine Spielweise gegen ihn treffend beschrieben: Charly war nie ein Treter, er ist mir nie in die Knochen gegangen. Gerd lag mir einfach als Gegenspieler. Im Gegensatz übrigens zu Klaus Fischer, der mich ein paar Mal schön auseinandergenommen hat.“ Im weiteren Verlauf der Spielzeit kam Körbel auf weitere 17 Bundesligaspiele sowie seine ersten beiden Partien im Landespokal. Der volljährige Defensivspieler wurde in der Folge zur Stammkraft und verpasste in der Saison 1973/74 schon gleich nur ein Spiel. Gegen den VfL Bochum schoss Körbel seine ersten beiden Tore im deutschen Oberhaus, im DFB-Pokal war er hingegen mit seiner Mannschaft im Endspiel erfolgreich. Gegen Nationalspieler wie Rudi Kargus, Manni Kaltz und Georg Volkert auf Seiten des HSV setzte sich der junge Spieler mit der Eintracht im Düsseldorfer Rheinstadion mit 3:1 in der Verlängerung durch. Neben Müller und Seeler begegnete Körbel in jungen Jahren auch Fritz Walter, der sich an dessen Leistungen gegen Gerd Müller erinnerte. Über alle drei sagte der Dossenheimer später „[...] diese drei haben mich mit ihrer Art geprägt in der Liebe zur Tradition und ihren Werten. Wahrscheinlich bin ich auch deshalb so lange bei der Eintracht geblieben.“
Nachdem sich Körbel in Frankfurt etabliert hatte, soll er stets gemeinsam mit Jürgen Grabowski auf einer Liste gestanden haben, für die jeder Bundesligist je zwei Spieler benannt haben soll, welche nicht abgeworben werden durften. Trotz allem stand der Spieler im Jahr 1983 kurz vor einem Wechsel, als mit Bruno Pezzey und Bum-kun Cha zwei Leistungsträger innerhalb der Bundesliga wechselten und sich die halbe Mannschaft bei der Investition in Bauherrenmodelle verspekuliert hatte. Pezzey, Körbels Freund und dessen Aussage zufolge „Frankfurts erster Weltstar“, wollte den Defensivspieler mit zu Werder Bremen nehmen. Doch Trainer Branko Zebec, vor dem Körbel einen „Riesenrespekt“ hatte, konnte seinen Verteidiger, den er auch zum Kapitän machte, davon überzeugen, zu bleiben.
Seinen größten Erfolg erlebte Körbel 1980, als er mit seiner Mannschaft UEFA-Pokalsieger wurde. Außerdem gewann er viermal den DFB-Pokal: 1974, 1975, 1981 und 1988. Deutscher Meister wurde er nie, dritte (1975, 1990) und vierte (1974, 1977, 1991) Plätze waren die besten Ergebnisse. 1984 und 1989 erreichte der Badener mit Frankfurt den Klassenerhalt erst über die Relegation. Die Relegationsspiele 1984 musste er als Zuschauer verfolgen, da er sich am viertletzten Spieltag der Saison 1983/84 das Schienbein gebrochen hatte – nachdem er zuvor mit zwei Toren maßgeblich zum 3:1-Heimsieg gegen den 1. FC Nürnberg beigetragen hatte. Es blieb die einzige schwere Verletzung seiner 19 Jahre währenden Profilaufbahn. 1989 sorgte Körbel mit einem Kopfballtor beim 1:1 im letzten Spiel bei Hannover 96 dafür, dass die Eintracht überhaupt in die Relegation gehen durfte und nicht direkt abstieg. Jenen Treffer im Niedersachsenstadion stufte Körbel in Interviews rückblickend als das wichtigstes Tor seiner Laufbahn ein – wichtiger auch als etwa seinen entscheidenden Treffer beim 1:0 im DFB-Pokal-Finale 1975, ebenfalls im Niedersachsenstadion.
Beim vorletzten Spiel der Saison 1990/91 gegen den FC St. Pauli kassierte Körbel seine vierte gelbe Karte der Saison, so dass er nach damaligem Reglement für das folgende Spiel gesperrt war. Somit wurde bereits diese Partie zu seinem letzten Bundesligaspiel und nicht, wie eigentlich geplant, das Heimspiel gegen den VfB Stuttgart am letzten Spieltag im Waldstadion. Neben seinen 602 Bundesligaspielen absolvierte er 70 DFB-Pokal- und 48 Europapokalspiele. In dieser Zeit erzielte Körbel 45 Bundesligatore sowie je 3 Treffer im DFB-Pokal und in Europapokalspielen und erhielt nie einen Platzverweis.
Am 6. Oktober 1991 wurde ein Abschiedsspiel für „Charly“ veranstaltet. Er bestritt in seiner Karriere über 320 Freundschaftsspiele, in denen er mehr als 60 Tore schoss.
Für das letzte Spiel der Saison 1991/92 in Rostock, bei dem Frankfurt mit einem Sieg Deutscher Meister geworden wäre, wurde eine Reaktivierung von Körbel in Erwägung gezogen. Körbel war trotz seines Karriereendes noch immer spielberechtigt, hatte die Trainingsspiele immer mitgemacht und die letzten Wochen vor dem Spiel am vollen Training der Mannschaft teilgenommen. Der damalige Trainer der Eintracht, Dragoslav Stepanović, entschied sich jedoch gegen einen Einsatz Körbels.

### Nationalmannschaft
Körbels Nationalmannschaftskarriere belief sich auf sechs Einsätze in den Jahren 1974 und 1975. Bundestrainer Helmut Schön hatte nach der Fußball-Weltmeisterschaft 1974 versucht, eine neue Mannschaft für die bevorstehenden Turniere aufzubauen und hierzu auch Körbel als Vorstopper herangezogen. Differenzen mit Mannschaftskapitän und Libero Franz Beckenbauer führten dazu, dass Körbels Nationalmannschaftskarriere bald wieder endete. Beckenbauer hatte Körbels offensivorientierte Spielweise moniert und ihm „Deckungsuntreue“ vorgeworfen.

## Weiteres Leben
Nach seinem Karriereende 1991 wurde Körbel zunächst Trainerassistent der Frankfurter Profimannschaft. Zwischen 1994 und 1996 war er zweimal für kurze Zeit Cheftrainer im selben Verein. Anschließend arbeitete er in der 2. Bundesliga beim VfB Lübeck und dem FSV Zwickau als Trainer. Später bekam er bei der Eintracht eine Anstellung als Scout.
Auch heute noch ist Körbel Berater des Vorstands von Eintracht Frankfurt und leitet zudem die Fußballschule des Vereins. Im Jahre 2007 gründete er den Jugend Fußballclub Frankfurt am Main, in welchem junge Talente aus Deutschland, teilweise auch aus Europa, von ehemaligen Profifußballern auf höchstem Niveau ausgebildet werden.
Nach Fritz Walter ist Körbel Schirmherr der Schlappekicker-Aktion der Frankfurter Rundschau, die unter anderem in Not geratene Sportler unterstützt. Körbel ist Botschafter der Initiative Respekt! Kein Platz für Rassismus.
Körbel besitzt in seinem Heimatort Dossenheim das Sportgeschäft „Sport-Körbel“. Er war Botschafter der Stadt Frankfurt für die Fußball-Weltmeisterschaft der Frauen 2011 in Deutschland. Am 1. Januar 2016 wurde er neuer Sportdirektor des Hessenligisten SC Hessen Dreieich, wo er am 28. Juni 2016 zum Vizepräsidenten gewählt wurde. Wegen Unstimmigkeiten mit Mäzen Nolte erklärte er am 31. März 2019 seinen Rücktritt.

### Glaube
Für Charly Körbel stehen seine Gesundheit und sein Glaube im Vordergrund: seine Kraftquelle sei die Bibel und vor jedem Fußballspiel habe er gebetet.

## Ehrungen
Seit dem 23. Januar 2013 ziert ein Abbild von Körbel eine der zwölf „Säulen der Eintracht“ in der U-Bahn-Station Willy-Brandt-Platz in Frankfurt. Im Februar 2020 erhielt Körbel als erster Fußballspieler die Ehrenplakette der Stadt Frankfurt am Main. Im Oktober 2023 wurde er mit dem Walther-Bensemann-Preis der Deutschen Akademie für Fußball-Kultur ausgezeichnet.

## Erfolge
- UEFA-Amateur-Cup-Sieger: 1974
- DFB-Pokalsieger: 1974, 1975, 1981, 1988
- UEFA-Pokalsieger: 1980